# 火星の大気
| Mars from Hubble Space Telescope October 28, 2005 with sandstorm visible. |               |
| 化合物                                                                    | モル分率      |
| 二酸化炭素                                                                | 95.32%        |
| 窒素                                                                      | 2.7%          |
| アルゴン                                                                  | 1.6%          |
| 酸素                                                                      | 0.13%         |
| 一酸化炭素                                                                | 0.07%         |
| 水                                                                        | 0.03%         |
| 一酸化窒素                                                                | 0.013%        |
| ネオン                                                                    | 2.5 μmol/mol  |
| クリプトン                                                                | 300 nmol/mol  |
| ホルムアルデヒド                                                          | 130 nmol/mol  |
| キセノン                                                                  | 80 nmol/mol   |
| オゾン                                                                    | 30 nmol/mol   |
| メタン                                                                    | 10.5 nmol/mol |

| 場所                    | 圧力                          |
| ----------------------- | ----------------------------- |
| オリンポス山 (火星)頂上 | 0.03キロパスカル (0.0044 psi) |
| 火星の平均              | 0.6キロパスカル (0.087 psi)   |
| ヘラス平原底            | 1.16キロパスカル (0.168 psi)  |
| アームストロング限界    | 6.25キロパスカル (0.906 psi)  |
| エベレスト頂上          | 33.7キロパスカル (4.89 psi)   |
| 地球（海抜）            | 101.3キロパスカル (14.69 psi) |

火星の大気は、金星の大気よりも遙かに希薄であるが、同様に主に二酸化炭素で構成されている。生命の存在を示唆する痕跡量のメタンが検出されてからその組成に再び関心が集まっていたが、メタンは火山や熱水噴出孔でも生成しうる。
火星表面の大気圧は、平均750パスカルであり、地球の海面上の平均である101.3キロパスカルのおよそ0.75%、金星の平均9.3メガパスカルのわずか0.0065%である。オリンポス山の頂上の30パスカルからヘラス平原の最深部での1,155パスカルまで幅がある。地球の大気の質量は5148テラトンであるのに比べて、火星の大気の質量は25テラトンである。スケールハイトは、地球の約6kmに対して、火星は約11kmである。火星の大気の組成は、95%が二酸化炭素、3%が窒素、1.6%がアルゴンであり、酸素、一酸化炭素、水、メタン、その他の気体は痕跡量である。平均のモル質量は43.34g/molとなる。大気には非常に塵が多く、火星の表面から空を見ると、明るい茶色から橙色に見える。マーズ・エクスプロレーション・ローバーからのデータは、大気中に浮遊する塵の粒子は直径約1.5μmであることを示唆した。

## 歴史
火星には数十億年前に広大な海があった可能性を示唆する証拠から、火星の大気は時間を経るごとに変化してきたと考えられている。現在の火星の大気圧は、低い位置にある水で三重点（611パスカル）を超えるが、高地では水は固体か気体でしか存在できない。また、現在の火星の表面での年平均気温は、210K以下であり、水が液体で存在するために必要な温度よりもかなり低い。しかし、火星の歴史の初期には、表面に液体の水を保持できる条件があったと考えられている。
かつては濃かった火星の大気が枯渇した理由としては、次のようなものが考えられている。
- 火星の磁場が不安定であるため、太陽風により徐々に浸食された[9]。
- 大気の大半を吹き飛ばすほどの大きな天体の衝突があった[10]。
- 火星の小さい質量のため、宇宙空間に逃げた[11]。

## 構造
火星の大気は、次のような層によって構成されている：
低層大気浮遊する塵や土壌からの熱の影響で暖かい領域
中層大気火星のジェットストリームが吹く領域
高層大気または熱圏太陽の熱のため非常に高い温度でそれぞれの気体が分離し始める領域
外気圏高度 200 km より上で、宇宙の真空に繋がる領域であるが、はっきりした境界はない

## 地球からの観測と測定

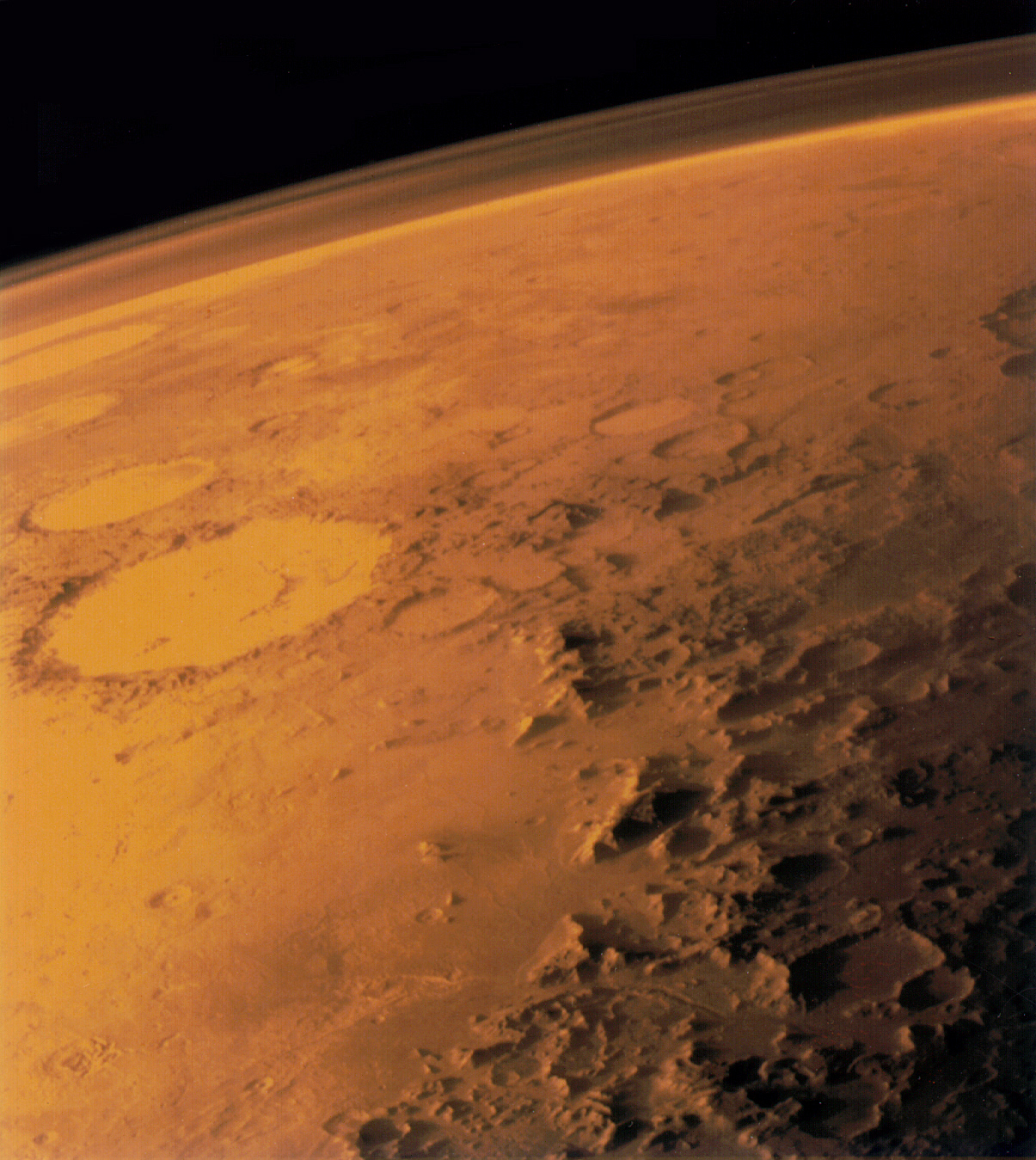
低軌道から見た火星の薄い大気圏

1864年、ウィリアム・ドーズは「惑星の赤い色は、大気のどんな特徴からも発生しない。最も赤さが深い地点は常に大気が最も薄い中心付近であるという事実からも、これは完全に証明されたように見える」と記述している。1860年代から1870年代の分光学的観測により、火星の大気は地球の大気と似ていると信じられるようになった。しかし、1894年にウィリアム・キャンベルによって行われたスペクトル分析その他の定量分析により、火星は様々な面で、ほとんど存在しない月の大気に似ていることが示唆された。
1926年、リック天文台のウィリアム・ハモンド・ライトの写真観測により、ドナルド・メンゼルは火星の大気の定量的な証拠を発見した。

## 組成

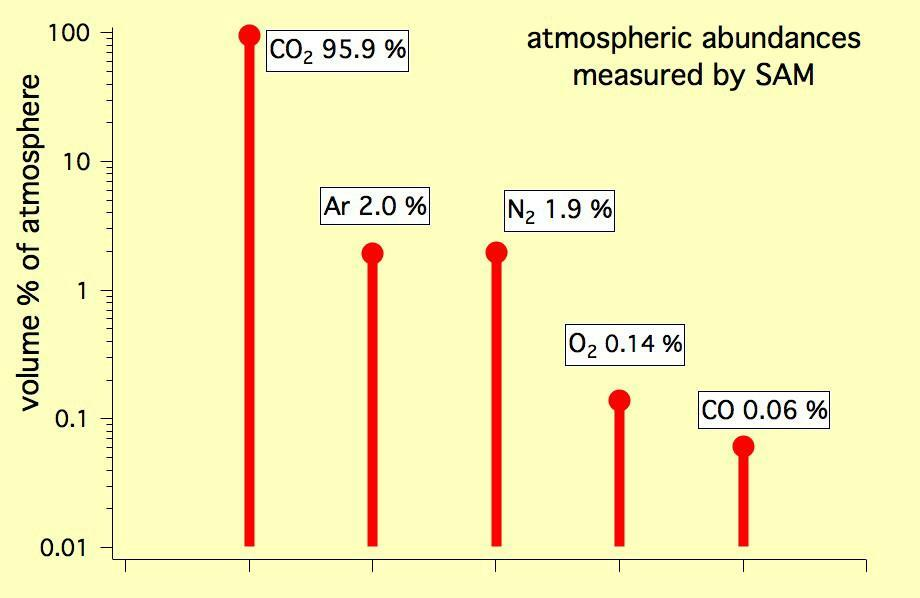
火星の大気に豊富な気体（キュリオシティによる2012年10月の観測結果）

### 二酸化炭素
火星の大気の主要な組成は二酸化炭素である。両極は、その半球の冬の期間は常に暗く、大気中の二酸化炭素の25%程度は固体の二酸化炭素（ドライアイス）になって極冠を形成している。夏になって極が再び日光に晒されると、二酸化炭素の氷は昇華して再び大気中に戻る。この過程は、年間の大気圧の変動と極周辺の大気組成に寄与している。

### アルゴン

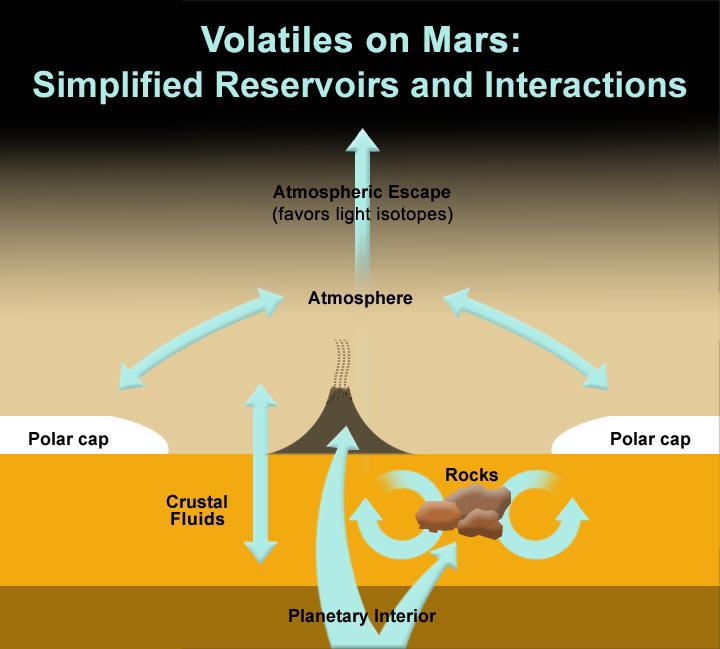
火星の揮発性気体（キュリオシティによる2012年10月の観測結果）

火星の大気には、太陽系の他の天体と比べて希ガスのアルゴンがかなり多く含まれる。二酸化炭素とは異なり、大気中のアルゴンは凝固せず、そのため大気中のアルゴンの合計量は一定である。しかし、場所ごとの相対的な存在比は、二酸化炭素が大気中から出入りするために変化しうる。最近の人工衛星のデータから、秋になると南極周辺の大気中のアルゴンの濃度が増加し、春になると減少することが示されている。

### 水

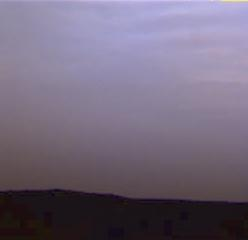
マーズ・パスファインダー - 火星の空と氷の雲

火星の大気のその他の側面は、かなり変化する。夏に二酸化炭素が昇華して大気中に戻ると、水の痕跡を残す。極では400km/hの速度の季節風が吹き、大量の塵と水蒸気を運んで地球のような霜や巻雲を発生する。氷でできたこのような雲は、2004年にオポチュニティによって撮影された。フェニックスのミッションに携わったNASAの科学者は、2008年7月31日に、火星の北極領域の地下に水の氷を発見したことを確認した。フェニックスのランダーによるさらなる分析で、水がかつて液体であったか否か、生命に必須な有機物を含んでいるか否かを確認する予定である。

## メタン
火星の大気中に数ppbレベルの痕跡量のメタンが存在することが、ゴダード宇宙飛行センターの科学者により2003年に初めて報告された。2004年3月、マーズ・エクスプレス・オービターとカナダ・フランス・ハワイ望遠鏡により、モル分率約10 nmol/molで大気中のメタンの存在が示唆された。
火星のメタンは太陽からの紫外線ですぐに分解され、その他の気体と化学反応を起こすため、現在の火星の大気中にメタンが存在するためには、継続的に補給する源が必要である。現在の光化学モデルだけでは、メタンの急速な生成も消滅も説明できず、また報告されている空間や時間による差異も説明できない。メタンは火星の大気に突入する隕石によってもたらされているという仮説も提案されたが、インペリアル・カレッジ・ロンドンの研究者は、この方法で放出されるメタンの量は、測定量を維持するには低すぎることを示した。
メタンはプリュームから発生し、メタンの統計データは、これが3つの個別の地域から放出されていることを示唆する。真夏の北部では、主要なプリュームは19,000トンのメタンを含み、大気中に1秒当たり0.6kg供給していると推定されている。北緯30°西経260°の地点と北緯0°西経310°の2箇所の噴出源があり、年当たりの供給量は270トンになることが示唆されている。

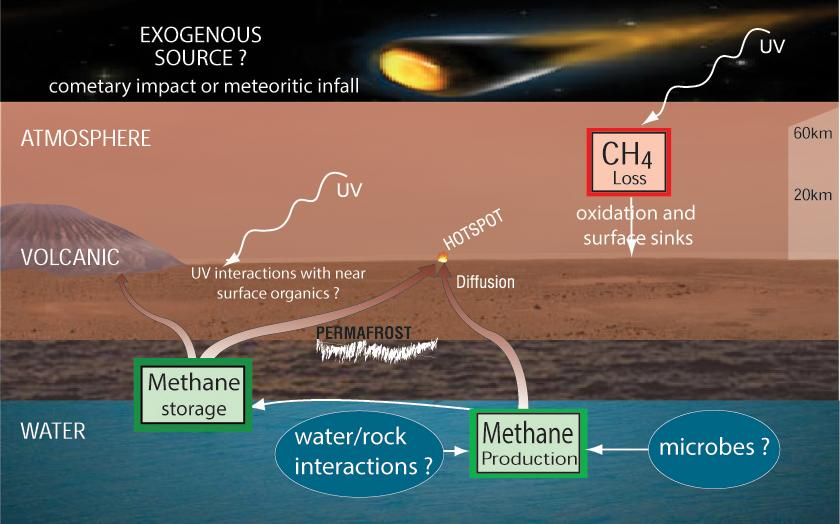
火星のメタン - "可能性のある発生源" (2012年11月2日)

研究によると、メタンが破壊されるまでの寿命は、短くて0.6地球年、長くて4地球年までと考えられている。この寿命は、大気循環によりメタン含量の地域差が解消されないほどに短い。どちらの場合にしても、メタンの破壊寿命は、紫外線による光化学破壊の推定タイムスケール（350年まで）と比べて非常に短い。メタンの急速な破壊は、大気からメタンを取り除くのに別の過程が関与していることを示唆しており、それは光化学過程によるものよりも100倍から600倍効率のよいものでなければならない。この説明のつかない急速な破壊は、補給源が非常に活発であることも意味する。可能性があるのは、メタンは実は全く消費されておらず、季節ごとにクラスレートから蒸発、凝固しているに過ぎないとするものである。
メタンの生成は地質学的過程が原因であるとしても、現在は火星では火山や熱水噴出孔の活動はなく、地質学的な説明はつかない。メタン菌のような生きた微生物の存在は、別の可能性となるが、火星のどこにも生命が存在するという証拠は得られていない。ロスコスモスと欧州宇宙機関は、それぞれの説に伴って生じる気体を探すことを計画している。地球の海では、生物によるメタンの生成はエタンの発生を伴い、火山によるメタンの生成は二酸化硫黄を伴う。
火星のメタンの起源の最大の候補は、非生物学的過程である水-岩石反応、水の放射線分解、黄鉄鉱の形成等で水素が発生し、その水素と一酸化炭素や二酸化炭素とのフィッシャー・トロプシュ法でメタンが生成する。近年には、火星に多く存在することが知られる水、二酸化炭素とカンラン石でから生成されることも示された。この反応に必要な高温高圧条件は火星の表面には存在しないが、地殻の中には存在する可能性がある。この過程が起こっていることを証明するために、この過程の副産物として生成する蛇紋岩が検出されている。もう一つの可能性は、包接水和物である。

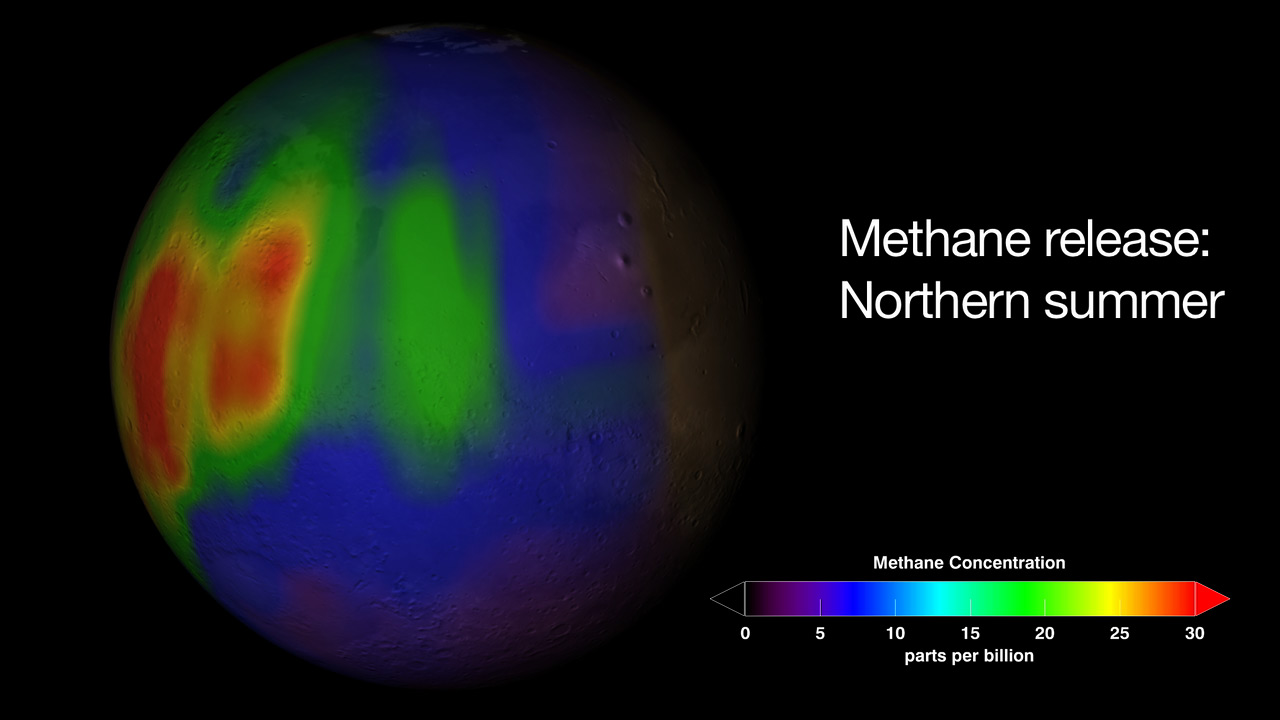
北半球の夏期間の火星の大気中のメタンの分布

欧州宇宙機関は、火星の大気中のメタンの分布は一様ではなく、水蒸気の分布域と一致していることを発見した。大気上層では、これら2つの気体は均一に分布するが、地表近くでは、アラビア大陸、エリシウム平原、アルカディアと名付けられた3つの赤道領域に集中する。サウスウェスト研究所の惑星科学者デヴィッド・グリンスプーンは、水蒸気とメタンの分布の一致は、メタンが生物起源である可能性を上昇させるものだと信じているが、彼は火星のような荒れ果てた環境で生物がこれほどの長い期間どのように生き抜いてきたのかは全くの謎だとも述べている。原始の生物が惑星表面に衝突する流星塵、紫外線放射、太陽フレア、高エネルギー粒子等から身を守る天然の構造は、洞窟しかなかったと考えられている。
上記の発見とは対照的に、エイムズ研究センターの惑星科学者ケヴィン・ザーンレらによる研究は、「火星にメタンが存在するという説得力のある証拠はない」と結論付けた。彼らは、今日までの気体の観測の報告は、地球の大気中のメタンからの干渉の周波数である可能性が排除できず、信頼できないと主張している。さらに、彼らは、火星のメタンを検出したとする観測結果のほとんどは、火星にメタンは存在しないと矛盾なく解釈することができるとも主張している。
究極的には、火星のメタンの起源の決定には、将来、質量分析器を搭載した探査機やランダーを火星に送る必要がある。地球のメタンの起源を探る努力は、異なるメタンの同位体置換体の測定は、地質学的起源か生物学的起源かを区別するのに必要ではなく、エタンのような共生成気体の存在量を測定することで、エタンとメタンの比が0.001以下であれば生物学的起源と言ってよく、その他の起源の場合は、ほぼ等量が生成するはずであることを明らかにした。2012年6月、火星上の水素とメタンの存在量の比を測定することは、火星の生命の存在を決定する手助けになると報告された。この科学者によると、約40以下の小さな水素/メタン比がは、生命の存在を示唆する。また、別の科学者は最近、地球外大気中の水素とメタンの検出法を発表した。
2012年8月に火星に到着したキュリオシティは、メタンの同位体置換体の違いを測定する能力を持つが、このミッションで火星のメタンの起源は微生物であると決定されたとしても、生物はローバーの届かない地下深くに生息しているかもしれない。レーザー分光計による最初の測定結果は、着陸地点のメタンの濃度は5ppb以下であることを示唆していた。2016年に打ち上げが予定されるマーズ・トレース・ガス・オービターは火星のメタンやその分解産物のホルムアルデヒドやメタノールについてもについてさらに詳細に分析する計画である。

## 砂嵐

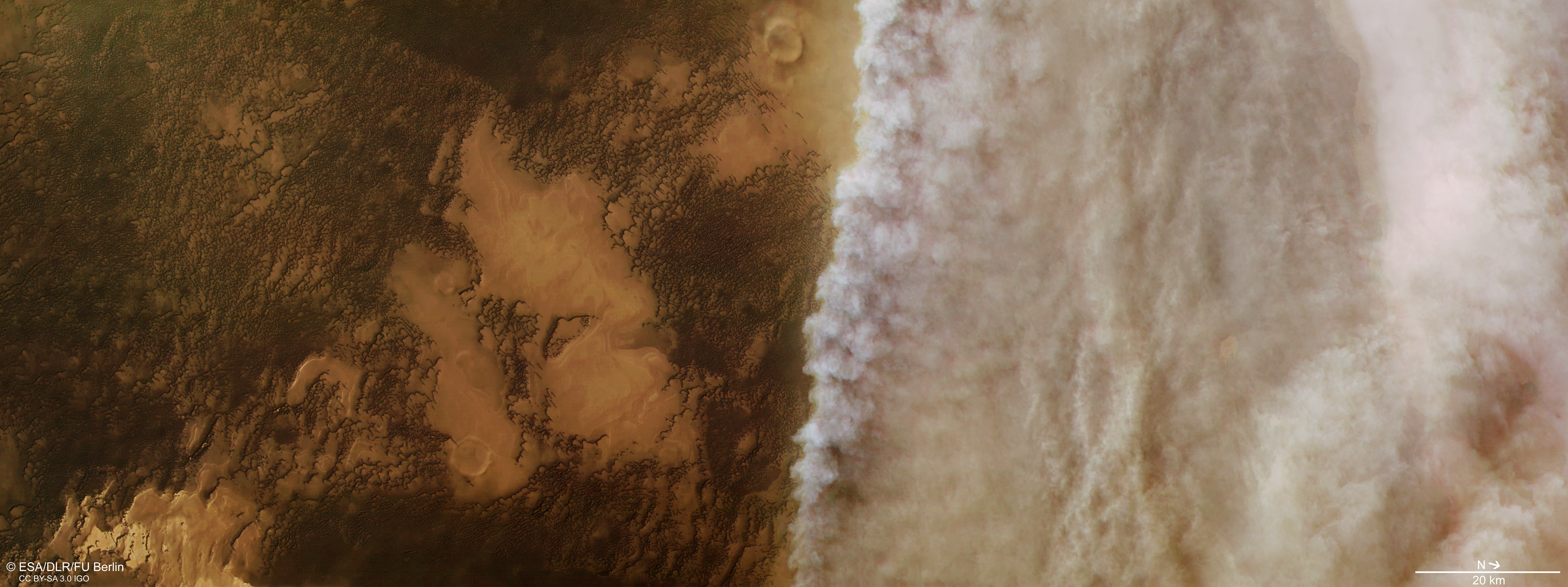
マーズ・エクスプレスが捉えた火星表面上の巨大な規模の砂嵐（2018年）

火星では頻繁に大規模な砂嵐（ダストストーム）が発生する。

## 人間による利用の可能性
火星の大気は、火星の任意の着陸地点で利用可能な既知の組成の資源となり得る。有人火星探査では、火星の大気中の二酸化炭素を帰りのロケット燃料に使うことが提案されている。このような大気の利用を行うミッションには、ロバート・ズブリンの提案するマーズ・ダイレクトやNASAのDesign Reference Mission 3.0がある。二酸化炭素を利用するのに必要な2つの主要な化学反応は、二酸化炭素と水素をメタンと酸素に変換するサバティエ反応と、酸化ジルコニアを用いた二酸化炭素から酸素と一酸化炭素への電気分解である。

## 火星の日入り

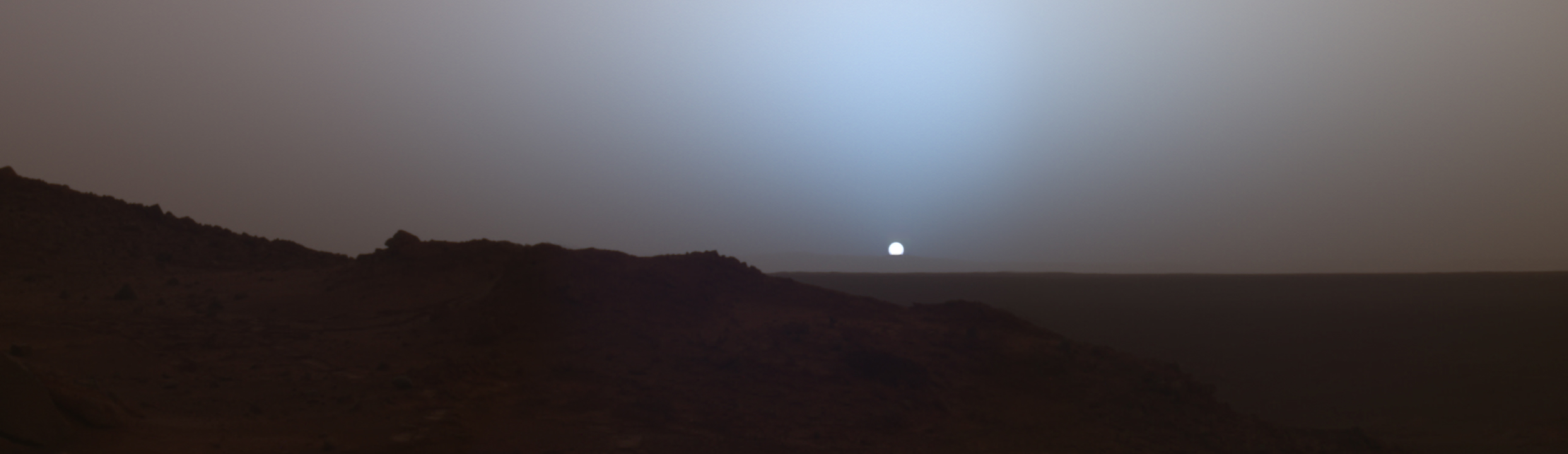
スピリットによるグセフクレーターの火星の日入り、2005年5月

## 関連文献
- Mars Clouds Higher Than Any On Earth - Mars is home to the highest clouds ever discovered above the surface of a planet, Space.com
- Mikulski, Lauren (2000年). “Pressure on the Surface of Mars”. The Physics Factbook. 2012年11月30日閲覧。
- Atmospheric pressure - summary of the Viking lander results
- Khan, Michael (2009年12月4日). “The Low Down on Methane on Mars”. 2009年12月7日時点のオリジナルよりアーカイブ。2009年12月8日閲覧。